# Luigi Cadorna
Luigi Cadorna, född 4 september 1850 och död 21 december 1928, var en italiensk greve och militär, italienska arméns överbefälhavare under större delen av första världskriget. Han var son till generalen Raffaele Cadorna den äldre och far till generalen Raffaele Cadorna den yngre.

## Karriär i korthet
Redan 1866 gick han in i armén, 1892 blev han chef för ett bersaglieriregemente och 1905 blev han generallöjtnant. Han fick år 1910 befälet över den 4:e armékåren i Genua och 1911 utsågs han till arméchef i händelse av krig. Från den 10 juli 1914 till den 8 november 1917 var han chef över arméns generalstab (capo di stato maggiore dell'esercito). Den 4 november 1924 utsågs han till marskalk av Italien.

## Cadornas insatser
När Cadorna hade kommit upp sig tillräckligt i den italienska armén, så började han propagera för att utöka och förbättra den. 1914 var armén ineffektiv, sliten och dåligt motiverad. Han fick posten som generalstabschef tre veckor innan första världskriget bröt ut och insåg nu att det krävdes förstärkning. På tio månader lyckades han förvandla den till en hyfsad här, dock inte en fullgod, men i alla fall tillräckligt för att anse sig kunna träda in i kriget, den 23 maj 1915. (Det skulle dock visa sig fel)

## Under Första världskriget

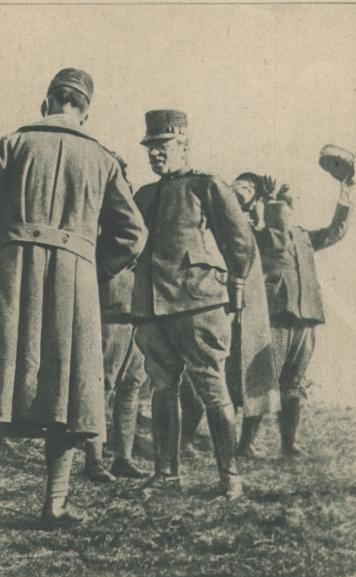
Cadorna i fält 1916

Operationerna under kriget lades direkt i Cadornas händer, och han skulle i stort sett enväldigt påverka operationerna. Han hade absolut befäl över armén, inte ens kungen eller premiärministern hade något att säga. I en serie anfall (se slagen vid Isonzo) skulle han visa redan från början hur inkompetent han var för uppgiften.
Med hårda bestraffningar och omöjliga anfall bidrog han starkt till att moralen sjönk och deserteringen var stundtals tämligen hög. Det skulle särskilt visa sig vid slaget vid Caporetto 1917, där den italienska armén bokstavligen jagades iväg 100 km från frontlinjen. Cadorna avskedades under detta slag och efterträddes som befälhavare och chef över arméns generalstab 8 november 1917 av Armando Diaz. Den politiska ledningen hade fått nog.
Kännetecknade var att han alltid gav alla andra skulden, många fick sparken (redan efter Italiens första anfall vid Isonzo, som misslyckades, sparkades 27 generaler och under hela kriget sparkades totalt 217 generaler) och han var inte sen med att öka på förlustlistorna med hjälp av avrättningar.

## Efter kriget
År 1919 publicerades en utredning av Caporettofiaskot där Luigi Cadorna fick ta en stor del av skulden. Trots hans ökända insatser utsågs han till marskalk av Italien 1924 - detta under Benito Mussolinis makt.
Cadorna dog 1928 i Bordighera, Ligurien.